# Héthoum Ier
Héthoum Ier (en arménien Հեթում Ա), né en 1215 et mort en 1270, est roi arménien de Cilicie de 1226 à 1269. Il est fils de Kostandin, seigneur de Barberon, et d'Alix de Lampron, tous deux de la famille des Héthoumides.

## Biographie
En 1220, lorsque le roi arménien de Cilicie Léon II d'Arménie meurt, sa fille Isabelle étant âgée de 3 ans, la régence est assurée d'abord par Adam de Baghras, puis par Kostandin de Barbaron. Ce dernier arrange en 1221 le mariage de la jeune reine avec Philippe d'Antioche, qui est sacré roi mais cherche à latiniser les institutions ainsi que la religion arménienne et est assassiné le 24 janvier 1226. Le 14 mai 1226, Kostandin marie Isabelle à son troisième fils, Héthoum, qui est à son tour sacré roi d'Arménie. Les deux époux sont cependant cousins issus de germains, et la dispense papale est accordée seulement en 1237.
Bien que porté au pouvoir par une réaction anti-franque, Héthoum pratique une politique francophile, sans chercher à modifier les traditions arméniennes. Sa fille Sibylle épouse Bohémond VI d'Antioche, mettant fin à la rivalité entre les deux états.
Durant son règne, les Mongols envahissent le Proche-Orient, et Héthoum comprend tout l'intérêt de se mettre sous leur protection pour résister aux Turcs. Il envoie son frère Sempad à la cour mongole à Karakorum. Là, Sempad rencontre le grand khan Güyük et conclut en 1247 un accord dans lequel l'Arménie de Cilicie est considérée comme un état vassal de l'empire mongol.
En 1253, Héthoum décide de se rendre, en personne, auprès du grand khan pour lui prêter allégeance. Il se rend à Karakorum où il est reçu solennellement par le nouveau grand khan Möngke le 13 septembre 1254. L'alliance porte rapidement ses fruits, et le khan envoie ses troupes prendre Bagdad en 1258 et mettre fin au califat de Bagdad. Héthoum et Bohémond participent à l'expédition.
La mort du grand khan Möngke en 1259 désorganise les forces mongoles qui, battues en 1260 par les Mamelouks lors de la bataille d'Aïn Djalout, évacuent la Syrie. Les Mamelouks envahissent et ravagent ensuite la Cilicie. En 1266, Léon, le fils aîné d'Héthoum, est capturé au cours de la bataille de Mari, et son père doit céder des forteresses pour obtenir sa libération, en 1268. Brisé par ce désastre, Héthoum abdique en février 1269 et se retire dans un monastère, prenant le nom de Makarios, et meurt le 28 octobre 1270.

## Le voyage de Haithon, roi de Petite Arménie en Mongolie
Le récit de son voyage de 1254 à la cour tatare forme un chapitre de l'Histoire des Arméniens de Kirakos Gandzaketsi, sous le titre Voyage du pieux roi des Arméniens, Héthoum, auprès de Batou et de Mangou Khan. La suite royale traverse les États turcs de l'Est de l’Asie Mineure, le camp mongol Baïdju à Kars dans la Grande-Arménie, les Portes de Fer de Derbent à l’ouest de la mer Caspienne, et à partir de là, toute l'Asie jusqu’à Karakorum. Sur le chemin de retour le roi traverse Samarkand et le nord de la Perse, puis le camp de Baïdju en Asie Mineure.
Le récit est important pour ses observations de la Mongolie et du bouddhisme.

## Mariage et enfants
Son épouse Isabelle (1216-1252) a donné naissance à :
- Euphémie (morte en 1309), mariée en 1252 à Julien Grenier (mort en 1275), comte de Sidon ;
- Marie (morte après 1310), mariée en 1266 à Guy d'Ibelin ;
- Sibylle (morte en 1290), mariée en 1254 à Bohémond VI (1237-1275), prince d'Antioche ;
- Rita, mariée en 1261 à Kostandin, seigneur de Saravantikar ;
- Léon III d'Arménie (1236-1289), roi d'Arménie ;
- Vacahk, mort jeune ;
- Thoros (1244-1266) ;
- Isabelle (morte en 1269), fiancée en 1267 à Mouid ad-Din Suleiman (mort en 1276).